# Vincent Beer-Demander
Vincent Beer-Demander, né en 1982 à Paris, est un mandoliniste classique, un chef d'orchestre et un compositeur français. Concertiste international, il est dédicataire de nombreux concertos pour mandoline dont ceux de Vladimir Cosma, Lalo Schifrin, Claude Bolling, Francis Lai, Leo Brouwer, Régis Campo, Jean-Claude Petit ou encore de Richard Galliano.
Aujourd'hui installé à Marseille, Vincent Beer-Demander enseigne la mandoline au Conservatoire National à rayonnement régional de Marseille en France et au Conservatoire royal de Liège en Belgique.

## Biographie

### Formation
Vincent Beer-Demander a commencé son éducation musicale, en 1990, à l'école de mandoline de Toulouse qui venait tout juste d'être créée par Francis Morello, l'un des plus anciens musiciens de l'Ensemble à plectres de Toulouse. En 2000, il poursuit cette formation à l'école nationale de musique d'Argenteuil où il bénéficie de l'expérience de Florentino Calvo. Il y obtient en 2004 un diplôme d'études musicales (premier prix de musique de chambre et de formation musicale ainsi que par un premier prix de mandoline) et l’année suivante un diplôme d'État d'instruments anciens délivré par le Ministère de la Culture.
Vincent Beer-Demander travaille ensuite un an avec Ugo Orlandi, au conservatoire de musique de Padoue). Puis il prépare une licence de concert de musique de chambre, à l'École normale de musique de Paris, dans la classe d'Alberto Ponce et dans le cadre du Duo Chitarronne. Il l'obtient en 2006 avec les félicitations unanimes du jury. Parallèlement, il perfectionne la composition au conservatoire de Marseille, auprès de Régis Campo, où il obtient également un premier prix de composition avec félicitations unanimes du jury, en 2010.

### Le professeur
Vincent Beer-Demander assure des cours au conservatoire de Marseille et au conservatoire royal de Liège. Il enseigne à l'Académie de mandolines de Marseille dont il est également le directeur artistiquedepuis sa création, en 2007.
Il intervient aussi à l'école de musique de Vif où il assure aussi la direction musicale de l'orchestre à plectres Corda'Vif et à l'Estudiantina d'Annecy où il encadre notamment le stage annuel de choro.
En 2010, Vincent Beer-Demander participe avec Raffaele Calace Jr, Artemisio Gavioli, Sebastiaan De Grebber et Mauro Squillante au jury du 7e Concours international Calace pour mandoline.
En 2010 et en 2011, Vincent Beer-Demander fait partie de l'équipe pédagogique des Stages de Chaillol à Saint-Michel-de-Chaillol dans les Hautes-Alpes.
Dans un constant souci de démocratisation de la mandoline et de la musique en général, il s’investit également depuis 2015 au sein de l’Ensemble Cbarré et de Prodig’Art dans plusieurs projets  d’« Orchestre à l’École » dans les quartiers populaires de Marseille. Il anime notamment le dispositif quartier d'été initié par la Préfecture des Bouches-du-Rhône au Théâtre de l'Œuvre.
En 2021, et en raison de la pandémie de Covid-19 en France, Vincent Beer-Demander se lance dans la création de Master-Class virtuelles sur Youtube : "La mandoline de VBD" où il donne ses conseils pour aborder les principales pièces de son répertoire.

### Le concertiste
Le nombre d'experts et de virtuoses qui disposent des connaissances et des compétences qui permettent de satisfaire les exigences d'un orchestre qui prévoit d'exécuter des œuvres qui contiennent des parties écrites pour la mandoline comprend, en France, une dizaine de personnes. Afin de satisfaire cette demande, Vincent Beer-Demander participe chaque année à une centaine de concerts. Cette activité lui permet de collaborer, d'échanger et de mettre son talent à la disposition d'orchestres comme : l'Orchestre national de France, L'Orchestre national du Capitole de Toulouse, l'Opéra Bastille ou l'Orchestre philharmonique de Nice ou encore l'Orchestre régional de Cannes-Provence-Alpes-Côte d'Azur aux côtés de Benjamin Levy
Depuis 1997, il forme avec Gregory Morello, le Duo Chitarrone qui se produit avec des orchestres ou des ensembles de musiciens, amateurs et professionnels, dans l'objectif de faire connaitre les qualités et les nombreuses possibilités offertes par les ensembles à cordes ou à plectres.
En 2002, il crée, avec Gregory Morello et l'aide de nombreux autres acteurs, le festival Mandol'in Ariège.
Depuis 2004, il est membre de l'ensemble Nov' Mandolin (Vincent Beer-Demander - mandoline, mandole et mandoloncelle, Fabio Gallucci - mandoline et mandole, Gregory Morello - guitare, Marilyn Montalbano - guitare et guitare-basse acoustique, Cécile Valette - mandoline) qui a donné avec Mike Marshall de nombreux concerts (notamment en 2006, au festival des Mandolines de Lunel, et qui a porté à la scène ou enregistré plusieurs compositions de Vincent Beer-Demander.
En 2005, Vincent Beer-Demander participe, avec Karin ten Cate, Robert Eek, Grégory Morello, André Perpigna, Jean-Paul Sire, et Florence Vételet, dans le cadre de la manifestation Opéra Mosset, aux huit représentations conviviales « Tapas y canto » qui attirent plus de 4 000 spectateurs.
Il dirige, depuis 2007, avec Alexandre Boulanger, l'Orchestre à plectre de l'Académie de mandolines et du conservatoire de Marseille.
Il forme avec Gregory Morello (guitare classique) et Nelson Gomez (guitarrón), le Trio Guitarson.
Il forme également avec Miren Adouani le duo Pensiero, association originale du piano et de la mandoline. Ce duo est lauréat du concours international Rafaele Calace (Italie, 2008) dans la formation mandoline-piano. Leur premier disque a été salué et préfacé par François-René Duchâble.
Il se produit régulièrement en France et à l’étranger en solo, dans diverses formations, aux côtés  d'artistes comme, Philip Catherine, Didier Lockwood, Roland Dyens, André Minvielle, Claude Barthélémy, Roberto Alagna, Thomas Leleu, Féloche, Nana Mouskouri, Agnès Jaoui,  Le Quatuor à Plectre de France, Duo Pensiero, Kerman Mandolin Quartet, Nov’Mandolin, MG21, Dooz Kawa...
En 2014, Vincent Beer-Demander rencontre le compositeur Vladimir Cosma qui accepte d'écrire pour sa mandoline. Une rencontre qui sera à l'origine du Concerto Méditerranéo pour mandoline et orchestre en 2015, des 24 caprices pour mandoline solo qui reprennent certaines des plus grandes musiques de films du compositeur : Les Aventures de Rabbi Jacob, Le Grand Blond avec une chaussure noire ou encore les compères , d'une Fantaisie concertante pour mandoline et piano, d'une Suite pour mandoline et accordéon, de 16 duos pour mandoline et guitare que le maitre compose à son intention et qui constituent un des sommets de la littérature pour l’instrument.
Vincent Beer-Demander est également dédicataire de concertos de Lalo Schifrin, Claude Bolling, Francis Lai, Hamilton de Holanda, Richard Galliano, Jean-Claude Petit, Mike Marshall, Ricardo Sandoval, Nicolas Mazmanian, Daniel Hue, Florent Gautier, Félix Ibbarondo, Régis Campo, Léo Brouwer ou encore François Rossé.
En plus de ces collaborations, il porte de nombreuses créations avec le bureau de production Prodig'art et la Compagnie VBD. En 2020, il collabore avec le célèbre batteur Claude Salmiéri qui compose Mandol'In World, une série d'œuvres nouvelles sur le thème des 5 continents avec piano, accordéon et percussions.

### Rencontre avec Lalo Schifrin
En octobre 2016, Lalo Schifrin se rend à Paris pour être décoré du grade de commandeur des Arts et des Lettres au ministère de la Culture et, avant de sauter dans une voiture pour le Festival de musique de film de la Baule, l’auteur des célèbres musiques de « Mission impossible », « Bullitt » ou « L'Inspecteur Harry » a rendez-vous avec la mandoline de Vincent Beer-Demander. « Lalo, you have 20 minutes, not more! », lui lance Donna, son épouse, dans le hall de l’hôtel Monceau. Vingt minutes pour convaincre l’un des plus grands compositeurs américains d’écrire pour cet instrument « baroque ». Lalo s’assoie et écoute. « Mais c’est comme un violon en pizzicato, alors ! C’est facile d’écrire pour la mandoline ! Vincent, vous pouvez faire des accords ?! » Donna arrive avec la valise. Lalo se lève et dit : « Vincent, vous m’avez convaincu et vous avez bien fait d’insister ! J’aime votre tempérament ! Je vais vous l’écrire votre concerto !» De retour à Los Angeles, Lalo Schifrin compose le Concierto Del Sur pour mandoline et orchestre qui sera créé l’année suivante au Festival de Chaillol en France puis à Washington et dans le Maryland aux États-Unis.
Cette rencontre sera à l'origine de l'album Lalo Schifrin For Mandoli qui inclut la Sonata Del Sur, une réduction piano de l'orchestre basée sur ce concerto, où les deux instruments concertent et se complètent dans un alliage subtil et solide entre ce qui constitue le style propre du compositeur et la fidélité à un modèle classique. Cet album inclut également une Fantaisie pour mandoline & accordéon et les variations signées Nicolas Mazmanian, pianiste sur l'album.
Le concerto pour mandoline de Lalo Schifrin figurera dans l'album « Mission Mandoline » de Vincent Beer-Demander avec l'Orchestre régional de Cannes-Provence-Alpes-Côte d'Azur dirigé par Benjamin Levy. Prévu pour fin 2021, cet album rassemblera des œuvres écrites par Vladimir Cosma, Christian Gaubert, Nino Rota, Lalo Schifrin, Claude Bolling, Jean-Claude Petit, Ennio Morricone et Nicolas Mazmanian.

### Le compositeur
Initié à l’écriture et la composition par Gérard Castagnié au Conservatoire d’Argenteuil,  Vincent Beer-Demander poursuit des études d'Orchestration et de Composition au Conservatoire à rayonnement régional de Marseille auprès de Régis Campo où il obtient en 2010 un Premier Prix de Composition à l'unanimité avec félicitations du jury.
Lauréat du Concours international de composition de Logroño en Espagne, il est régulièrement demandé pour des commandes officielles : Ars Nova, Confédération musicale de France, Philharmonie de Minsk, Semaine des cordes pincées d'Argenteuil, ville de Persan, conservatoire et ville de Béziers, Prodig’Art, Ensemble Cbarré, Orchestre d'État « Classic » de Saint-Pétersbourg, Zupf Eurofestival 2018… 
Jouée dans le monde entier, sa musique est publiée aux éditions Mundoplectro (Espagne), Trekel Musikverlag (Allemagne), Hody (France), et dans la « Collection Vincent Beer-Demander » des Productions d'Oz (Canada).
En tant qu’arrangeur, il a travaillé pour Féloche, Dooz Kawa, Lucariello, Jean-Claude Petit, Vladimir Cosma, Alberto Vingiano Quintette… 

### Festival international de mandoline de Marseille
En 2021, Vincent Beer-Demander créé le Festival international de mandoline de Marseille avec la compagnie VBD & Co : Mandol'In Marseille. Un rendez-vous estival pour rappeler l'importance de la ville de Marseille dans l'histoire de la mandoline et pour fêter la mémoire du maître Laurent Fantauzzi et de tous les mandolinistes marseillais qui ont fait rayonner la Provence à travers le monde. Ce festival qui regroupe concerts, rencontres, conférences et master-class dans des lieux emblématiques de la ville, accueille l'European Guitar and Mandolin Youth Orchestra (EGMYO) pour sa première édition. Cet orchestre atypique composé de jeunes musiciens venus de toute l'Europe sera dirigé par Vincent Beer-Demander, et interprètera une création originale du compositeur et guitariste Léo Brouwer. Le festival sera de nouveau interprété les années suivantes.

### Compositions publiées[26]
- Zampa / Ensemble instrumental / 2021 / Label Maison Bleue  
- 3 Mélodies / Voix & piano / 2021 / Les Productions d’Oz
- l’Hirondelle / voix & piano / 2021 / Les Productions d’Oz
- Simple suite / orchestre à plectre / 2020 / Les Productions d’Oz
- Agathé / musique de film / 2020 - Thèmes pour Dooz Kawa / ensemble instrumental / 2020 / Label Maison Bleue
- Meddio Pollo / Orchestre à plectre / 2020 / Les Productions d’Oz
- 7 couleurs / orchestre à plectre / 2020 / Les Productions d’Oz
- Cadencé / mandoline / 2019 / Les Productions d’Oz
- Mare Nostrum / ensemble instrumental / 2018 / Les Productions d’Oz
- Lira / deux guitares / 2018 / Les Productions d’Oz
- Variations sur un thème de Nino Rota/ guitare/ 2018 / Les Productions d’Oz
- Variations sur un thème de Jean Claude Petit / mandoline/ 2018 / Les Productions d’Oz
- Toiles de sons / Orchestre à Plectre / 2017 / Les Productions d’Oz 
- l’Or noir / mandoline / 2016 / Les Productions d’Oz
- La French / Orchestre à plectre / 2016 / Joachim Trekel Musikverlag 
- La Fanciulla / Quatuor à plectre & Orchestre à cordes / 2016 / Les Productions d’Oz
- Children Suite / Orchestre à plectre / 2016 / Les Productions d’Oz
- Mandol’in / mandoline & mandole / 2016 / Les Productions d’Oz
- Concerto slave / Concertino pour 2 mandolines, Mandole, mandoloncelle & orchestre / 2015 / Les Productions d’Oz
- Dor / mandoloncelle / CNRR de Marseille / 2015 / Les Productions d’Oz
- Paname Concerto / violon & orchestre / 2014 / Les Productions d’Oz
- Tai-Chi / orchestre à plectre / 2013 / Les Productions d’Oz
- Concerto da Tolosa / mandoline, accordéon & orchestre / 2013 / Les Productions d’Oz
- Partie de Cartes / saxophones & mandolines / 2012 / Les Productions d’Oz
-Tango méditerraneo / violon (mandoline) & accordéon (piano) / 2012 / Les Productions d’Oz
- Serenata erotica /orchestre à plectre /2011 / Les Productions d’Oz
- Livre d'Enfant / 2 mandolines (pédagogique) /2011 / Les Productions d’Oz
- Massalia concerto / mandoline & orchestre à cordes / 2011 / Les Productions d’Oz
- 4 éléments/mandoline & guitare/2011 / Les Productions d’Oz
- Variations sur la Follia/Clarinette & mandoloncelle/2010 / Les Productions d’Oz
- Queens ' rapsody/ mandoloncelle/ 2010
- Guernica / orchestre à plectre/2009 / Les Productions d’Oz
Le Petit Bal des Bêtes/ensemble de cordes pincées /2009 / Les Productions d’Oz
- Lettres/mandoline, Mandole, Mandoloncelle & alto/2009 / Les Productions d’Oz
- Alba / Mandole/2009 / Les Productions d’Oz
- Mogwai/ violon/2009
- Romance d'Erbalonga / mandole/2009 / Les Productions d’Oz
- Fantaisie sur un thème russe/mand et guitare / 2008 / Joachim Trekel Musikverlag
- Berceuse d'Alexandre/Mandole/2008 / Les Productions d’Oz
- Brèves/voix-violon-mandoline(mand)-guitare/2007
- L'éloge de la poule/bariton-trio à cordes- 2 clarinettes-mandoline-guitare(Guit)/2007
- Amanda/mand. et guitare/2007 / Joachim Trekel Musikverlag
- Duel/Alto et Mandoloncelle/2007 / Joachim Trekelmusikverlag
- Lucifer's Temple/Guit-Orchestre/2006 / Les Productions d’Oz
- Chaconne/orchestre à plectre/2006 / Les Productions d’Oz
- Ballada para Piazzolla/Mandole(M)/2005 / Joachim Trekelmusikverlag
- Centaures/Mand.-M/2005 / Joachim Trekelmusikverlag
- Bestiaire/Pédagogique/2004 / Les Productions d’Oz
- Deux idées simples /Pédagogique/2004
- Rencontres/G. élec./2004
- Diabolic’toccata/Piccolo/2004
- Poème à la Lune/Chant-Guitare/2004
- Tombeau à R.Calace/Mand./2003 / Joachim Trekelmusikverlag
- Deux inventions/Guitare(G) /2003
- Nocturne/M-G/avec G.Oger/2002 
- Studio romantico/M/2001
- Là ou va l’indien/M-G/AvecG.Oger/2000
- Incontro/M-G/AvecG.Oger/1999

## Prix et distinctions
En 2004, il est lauréat du 2e prix du Concorso Internazionale Mandolinistico G. Sartori organisé par la Fédération italienne de la mandoline(la Federazione Mandolinistica Italiana).
En 2005, il reçoit, à l'unanimité du jury, le 3e prix du concours de l'UFAM, dans la catégorie duo de musique d'ensemble.
En 2008, il est lauréat du Concours International Calace (Italie) pour le Duo Pensiero.
En 2009, il est lauréat du Concours International de Composition de Logrono (Espagne).
En 2010, il reçoit le 1er prix de Composition à l’unanimité et félicitations du jury du CNRR de Marseille.
En 2017, il obtient la Reconnaissance de Notoriété et d'expérience utile – habilitation à enseigner dans un établissement supérieur d'enseignement artistique – Ministère de Bruxelles - Wallonie
En 2019, il reçoit le prix Gus Visseur avec Grégory Daltin